# Le Poizat-Lalleyriat
Le Poizat-Lalleyriat é uma comuna francesa na região administrativa da Auvérnia-Ródano-Alpes, no departamento de Maine-et-Loire. Estende-se por uma área de 33,15 km². Em 2010 a comuna tinha 744 habitantes (densidade: 22,4 hab./km²).
A municipalidade foi estabelecida em 1 de janeiro de 2016 e consiste na fusão das antigas comunas de Lalleyriat e Le Poizat.